# Богородиця і немовля зі святою Анною (Леонардо)
Богородиця з немовлям зі святою Анною — незакінчена картина художника епохи Відродження Леонардо да Вінчі, датована прибл. 1501–1519 роками. На ній зображена свята Анна, її дочка Діва Марія та немовля Ісус. Показано, що Христос бореться з жертовним агнцем, що символізує його муки, коли Діва намагається його вберегти. Картина була замовлена як головна у вівтарі церкви Сантісіма Аннунціата у Флоренції, і її тема довго хвилювала Леонардо. 

## Історія
Ймовірно картина була замовлена королем Франції Людовіком XII після народження його дочки Клод у 1499 році, але вона так і не була доставлена йому. Леонардо спробував об'єднати ці фігури разом, намалювавши серію полотен Берлінгтон-Хаус (Національна галерея). У 2008 році куратор Лувру виявив кілька слабких ескізів, які, як вважають, були зроблені Леонардо на звороті картини. Після використання Інфрачервоної рефлектографії було виявдено «малюнок кінської голови розміром 7 на 4 дюйми», який був схожий на ескізи коней, які Леонардо зробив раніше, перш ніж намалювати «Битву при Ангіарі». Також було виявлено другий ескіз 61⁄2 дюйма на 4 дюймів — зображення половини черепа. На третьому малюнку зображено немовля Ісуса, що грає з ягнятком, який був схожий на той, що намальований на лицьовій стороні. Представник Лувру сказав, що ескізи були «дуже ймовірно» зроблені Леонардо і що це був перший раз, коли будь-який малюнок був знайдений на «зворотній стороні однієї з його робіт». Малюнки мали додатково бути вивчені групою експертів, під час реставрації.

## Датування
Різні вчені датують картину періодом з 1501 по 1519 рік. Хоча їх думки розходяться неістотно:
- Мартін Кемп[5]: прибл. 1508–1516
- П'єтро Марані[6]: прибл. 1510–1513
- Люк Сісон[7]: прибл. після 1501 року
- Франк Зьоллнер[8]: прибл. 1503–1519

## Зміст і композиція
Картина Леонардо одночасно приємна, спокійна, але заплутана при уважному розгляді. Композиція з трьох фігур досить щільна, Діва Марія чітко взаємодіє з немовлям Ісусом. При детальнішому розгляді їхнього розташування стає очевидним, що Марія сидить на колінах святої Анни. Незрозуміло, яке значення це може мати і яке значення мав намір передати Леонардо в цій позі. В інших творах мистецтва немає чіткої паралелі, а жінки, які сидять на колінах одна в одної, не є чітким культурним або традиційним орієнтиром, до якого глядач може ставитися. Крім того, хоча точні розміри ні Матері-Діви, ні Святої Анни невідомі, з картини можна екстраполювати, що Свята Анна значно більша за Марію. Це тонке, але відчутне спотворення розміру було використано Леонардо, щоб підкреслити стосунки матері та дочки, незважаючи на очевидну відсутність візуальних підказок більшого віку святої Анни, які інакше б ідентифікували її як матір. Дитина тримає ягня. Ми також бачимо, що Марія дивиться в очі своїй дитині, а свята Анна дивиться на Марію. Можливо розташуванням Леонардо намагався пояснити їхні стосунки та особистості.

## Інтерпретація Фрейда

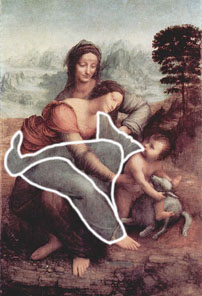
«Стерв'ятник», теоретизований Фрейдом

Зигмунд Фрейд провів психоаналітичне дослідження Леонардо у своєму есе 1910 року «Леонардо да Вінчі, спогади про його дитинство». За ним, якщо дивитися збоку, на одязі Богородиці виявляється падальник. Фрейд стверджував, що це був прояв «пасивної гомосексуальної» дитячої фантазії, про яку Леонардо писав у Атлантичному кодексі, де він розповідає, як на нього у дитячому ліжечку напав хвіст грифа. Фрейд переклав цей уривок так: «Здається, мені завжди судилося бути так глибоко занепокоєним грифами, бо з цим пов'язаний один із моїх найперших спогадів. Коли я був у колисці, до мене спустився гриф і відкрив мені рот своїм хвостом і багато разів вдарив мене хвостом об мої губи».
На жаль для Фрейда, слово «стерв'ятник» було неправильним перекладом німецького перекладача Кодексу, а птах, яку Леонардо уявляв, насправді був яструбом, хижою птицею, яка іноді також є падальником. Це розчарувало Фрейда, тому що, як він зізнався Лу Андреас-Саломе, він вважав есе проЛеонардо «єдиним чудовим, що я коли-небудь написав». Деякі вчені-фрейдисти, однак, зробили спроби виправити теорію, включивши в неї повітряного змія.
Інша теорія, запропонована Фрейдом, намагається пояснити любов Леонардо до зображення Діви Марії зі святою Анною. Леонардо спочатку виховувався його кровною матір'ю, а потім був «усиновлений» дружиною його батька сера П'єро. Ідея зобразити Богородицю з власною матір'ю була особливо близькою Леонардо до серця, оскільки він у певному сенсі мав «дві матері». Варто зазначити, що в обох варіантах композиції (картина в Луврі та лондонський картон) важко розпізнати, чи є свята Анна на ціле покоління старша за Марію.

## Суперечка про рестоврацію 2011 року
7 жовтня 2011 року видання Le Journal des arts, що спеціалізується на мистецтві, повідомило, що реставрація представляла більшу небезпеку для картини, ніж очікувалося раніше. Наприкінці грудня 2011 року та на початку січня 2012 року з'явилися повідомлення про те, що Сеголен Бержон Лангль, колишній директор з консервації Лувру та національних музеїв Франції, та Жан-П'єр Кузен, колишній директор картин Лувру, обидва члени консультативного комітету, що контролюють роботу реставрація картини, пішли у відставку через суперечку щодо очищення картини. Критики стверджували, що картина була пошкоджена очищенням, тому стала яскравішою, ніж коли-небудь планував художник. Інші експерти позитивно висловилися щодо очищення.